# FC Bayern München II
FC Bayern München II este a doua echipă a clubului german de fotbal Bayern München.